# Pierre Payssé
Pierre Edmond Payssé (* 21. November 1873 in Paris; † 5. Dezember 1938 in Corbeil-Essonnes) war ein französischer Turner.

## Erfolge
Pierre Payssé gehörte 1900 zur französischen Delegation bei den Olympischen Spielen in seiner Geburtsstadt Paris. Im Einzelmehrkampf erreichte er 290 Punkte und belegte damit den vierten Platz. Nur Gustave Sandras mit 302 Punkten, Noël Bas mit 295 Punkten und Lucien Démanet mit 293 Punkten hatten besser als Payssé abgeschnitten. Sechs Jahre darauf nahm Payssé auch an den Olympischen Zwischenspielen 1906 in Athen teil. Sowohl im Einzelmehrkampf mit fünf Übungen als auch im Einzelmehrkampf mit sechs Übungen war er dabei der erfolgreichste Turner. Im Wettkampf mit fünf Übungen siegte er mit 97 Punkten vor dem Italiener Alberto Braglia mit 95 Punkten und seinem Landsmann Gustave Charmoille, der 94 Punkte erzielte. Der anschließende Sechskampf wurde von allen Teilnehmern bestritten, die sämtliche Einzeldisziplinen des Fünfkampfs absolviert hatten. Als sechste Übung wurde ein Sprung quer über das Pauschenpferd verlangt. Die Wertungspunkte wurden zu den bereits im Fünfkampf erzielten Punkten hinzuaddiert. Payssé verteidigte seine Führung und beendete den Wettkampf mit 116 Punkten, ein Punkt vor Alberto Braglia. Gustave Charmoille wurde mit 113 Punkten erneut Dritter.
Dazwischen gewann Payssé bei den Weltmeisterschaften 1903 in Antwerpen am Reck die Silbermedaille und mit der Mannschaft die Goldmedaille. 1905 in Bordeaux verteidigte er mit der Mannschaft den Titel, während er am Reck und am Barren jeweils Bronze gewann.